# Rushing
Rushing è un brano strumentale del musicista e compositore di musica elettronica statunitense Moby, sesta traccia dell'album Play del 1999.

## Struttura
Rushing è la prima composizione del disco che si incontra a non essere stata estratta come singolo. Si tratta di un pezzo d'atmosfera posto tra South Side e Body Rock, due canzoni prettamente rock e hip hop, come se ne costituisse l'intermezzo.
La natura minimalistica della composizione prevede la ripetizione di un tema per pianoforte e sintetizzatore sopra una base di drum machine che man mano si sviluppa, diventando più complesso e articolato e sempre più ricco di strumenti e che poi termina bloccandosi del tutto. L'atmosfera che si va a creare è tipicamente lounge, con contaminazioni varie dalla musica classica e ambient.
Moby disse in un'intervista con la rivista inglese Rolling Stone: «Quelle prime cinque canzoni - sono OK. Tutte queste prime cinque canzoni, che hanno avuto un discreto successo in alcuni paesi, penso che siano OK. Ma Rushing è una delle mie canzoni preferite del disco. Questo è il motivo per cui io non dovrei essere riconosciuto come un artista A & R. Mi ricordo che quando stavo ascoltando i demo dell'album, Rushing era l'unico brano che mi ispirava fiducia. E infatti non ho cambiato nulla dalla registrazione originale.»